# Елеукенов, Дастан Шериазданович
Дастан Шериазданович Елеукенов (каз. Дастан Шериазданұлы Елеукенов; род. 7 сентября 1957, Усть-Каменогорск, Казахская ССР) — казахстанский дипломат. Чрезвычайный и полномочный посол Республики Казахстан в Швеции (2013—2019).

## Биография
В 1980 году окончил Московский государственный университет имени М. В. Ломоносова по специальности «Физика», в 1984 году — аспирантуру Института ядерных исследований Академии наук Украины. В 1991 году получил учёное звание кандидата физико-математических наук.
В 1984—1993 годах работал инженером, научный сотрудником, старшим научным сотрудником Института ядерных исследований Академии наук Украины.
1993—1996 годы — старший научный сотрудник, заместитель директора Казахстанского института стратегических исследований при Президенте Республики Казахстан.
1996—1998 годы — начальник управления международной безопасности и контроля над вооружениями Министерства иностранных дел Республики Казахстан (МИД РК).
1998—2004 годы — директор регионального представительства Центра исследований проблем нераспространения Монтерейского института международных исследований.
2005 годы — заместитель директора департамента многостороннего сотрудничества, директор департамента международного гуманитарного и экономического сотрудничества МИД РК.
2005—2006 годы — советник посольства Казахстана в Исламской Республике Иран.
2006—2008 годы — советник посольства Казахстана в Соединённом Королевстве Великобритании и Северной Ирландии.
2008—2013 годы — советник-посланник посольства Казахстана в Соединённых Штатах Америки.
С 12 сентября 2013 года по 18 марта 2019 года — Чрезвычайный и Полномочный Посол Республики Казахстан в Королевстве Швеция. С 21 февраля 2015 года по 18 марта 2019 года — Чрезвычайный и Полномочный Посол Республики Казахстан в Королевстве Дания по совместительству.
2019—2020 годы — директор департамента международной безопасности МИД РК.
С 2020 года — советник директора Казахстанского института стратегических исследований при Президенте Республики Казахстан.